# Luna Park
Luna Park és una pel·lícula en blanc i negre de l'Argentina dirigida per Rubén W. Cavallotti sobre el guió de Wilfredo Jiménez segons un argument de Sixto Pondal Ríos que es va estrenar el 17 de juny de 1960 i que va tenir com a protagonistes Elsa Daniel, Walter Vidarte, Enrique Fava, Mario Passano i Alba Solís. Va formar part de la selecció oficial del Festival Internacional de Cinema de Sant Sebastià 1960.

## Sinopsi
El somni d'un boxador de lluitar a l'estadi del Luna Park i els interessos al voltant d'aquest esport.

## Repartiment
- Elsa Daniel …Matilde
- Walter Vidarte …Carmelo Maciel
- Enrique Fava …Marelli
- Mario Passano …Kid Vargas
- Alba Solís …Andrea Reyes
- Oscar Valicelli
- Isidro Fernán Valdez …Bruno
- Nora Massi …Sra. de Vargas
- Rey Charol …Senegal
- Juan Buryúa Rey
- Pablo Racioppi …Zunino
- Alberto Barcel
- Emilio De Grey …Ferrari
- Pedro Buchardo …Céspedes
- Nieves Ibar …Madre de Matilde
- Hugo Astar …Extra
- Mirko Alvarez …Cafetero
- Pepe Armil …Oftalmólogo
- Domingo Garibotto …Vendedor de tienda

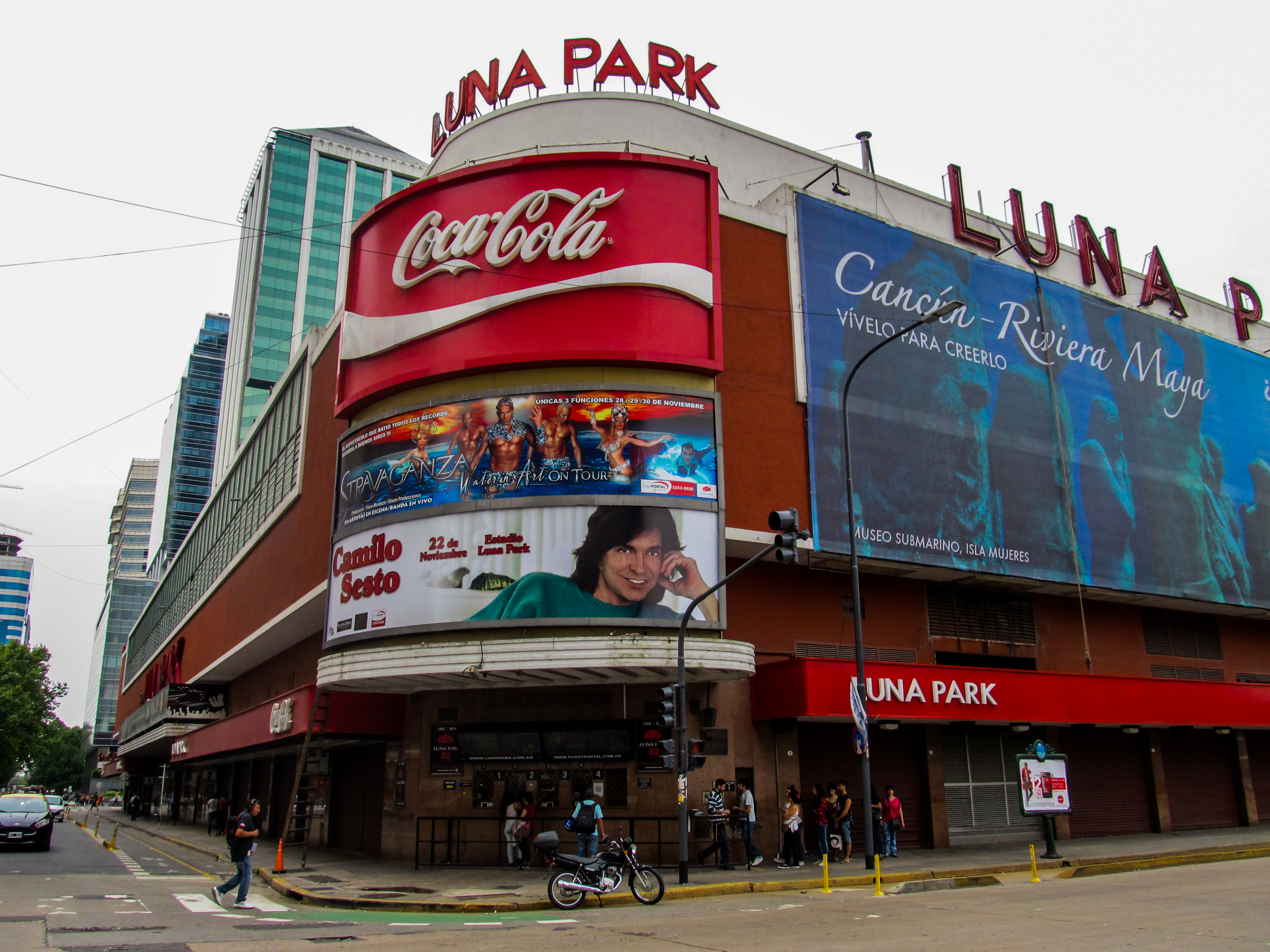
L'estadi Luna Park el 2014

- Eduardo Vener
- Luis Orbegoso
- Ricardo Jordán
- Aldo Mayo

## Comentaris
Clarín va opinar:
| « | ”Els intèrprets semblen no haver tingut suficient control o adequada direccióny se situen per sota dels seus antecedents.” | » |

Manrupe i Portela escriuen:
| « | ”Creua de testimonial amb trama policial, cau en l'error de molts films menors de l'època: necessitat de mostrar una mica de crítica social. No obstant això, correctament filmat.” | » |